# Cal Barons
Cal Barons és un edifici del municipi de Berga protegit com a bé cultural d'interès local.

## Descripció
Es tracta d'una casa entre mitgeres estructurada en planta baixa i dos pisos superiors. Destaca el parament, fet de maó, amb relleu al voltant de totes les obertures, creant una animació murària força característica. A la planta baixa hi ha un local comercial amb dues grans entrades, dos arcs escarsers. L'entrada de l'habitatge és un arc rebaixat que sobre seu el maó dibuixa formes triangulars. Als pisos superiors trobem tres obertures a cada pis, dues d'elles balcons amb barana de ferro forjat inspirada en motius vegetals ondulants. L'edifici és rematat per una sanefa, record de les dents de serra romàniques.

## Història
A la mènsula de pera centrada al primer balcó hi figura gravada la data de 1905.